# Cristian Garín
Cristian Ignacio Garín Medone (n. 30 mai 1996, Arica, Chile) este un jucător profesionist de tenis din Chile. Ce mai înaltă poziție în clasamentul ATP este locul 17 (13 septembrie 2021). A câștigat 3 titluri ATP la simplu, toate pe zgură.  

## Viața personală
Are origini italiene. 

## Legături externe
- en Cristian Garín la Association of Tennis Professionals